# Parlamentswahl in Katalonien 2012
- CUP: 3
- ICV-EUiA: 13
- ERC: 21
- PSC: 20
- Cs: 9
- CiU: 50
- PPC: 19

Die Wahl zum Regionalparlament der Autonomen Gemeinschaft Katalonien fand am 25. November 2012 statt. Bei ihr wurden die Abgeordneten der X. Legislaturperiode seit der Schaffung der Autonomen Gemeinschaft nach dem Ende der Franco-Diktatur bestimmt.

## Vorzeitiges Ende der vorherigen Legislaturperiode
Das Regionalparlament der IX. Legislaturperiode war am 28. November 2010 gewählt worden. Die Legislaturperiode hätte damit regulär erst im Herbst 2014 geendet. In der IX. Legislaturperiode stellte die bürgerlich-katalanische Convergència i Unió (CiU) eine Minderheitsregierung (62 von 135 Abgeordneten) mit Artur Mas als Ministerpräsident.
Die Legislaturperiode war von der Wirtschaftskrise und dem erheblichen Ansteigen des Finanzdefizits des Haushalts der Autonomen Gemeinschaft geprägt. Vor diesem Hintergrund forderte die katalanische Regierung von der Zentralregierung in Madrid einen finanziellen Sonderstatus (pacto fiscal), ähnlich wie ihn das Baskenland und Navarra besitzen (vgl. Finanzbeziehungen zwischen dem Staat und den Autonomen Gemeinschaften).

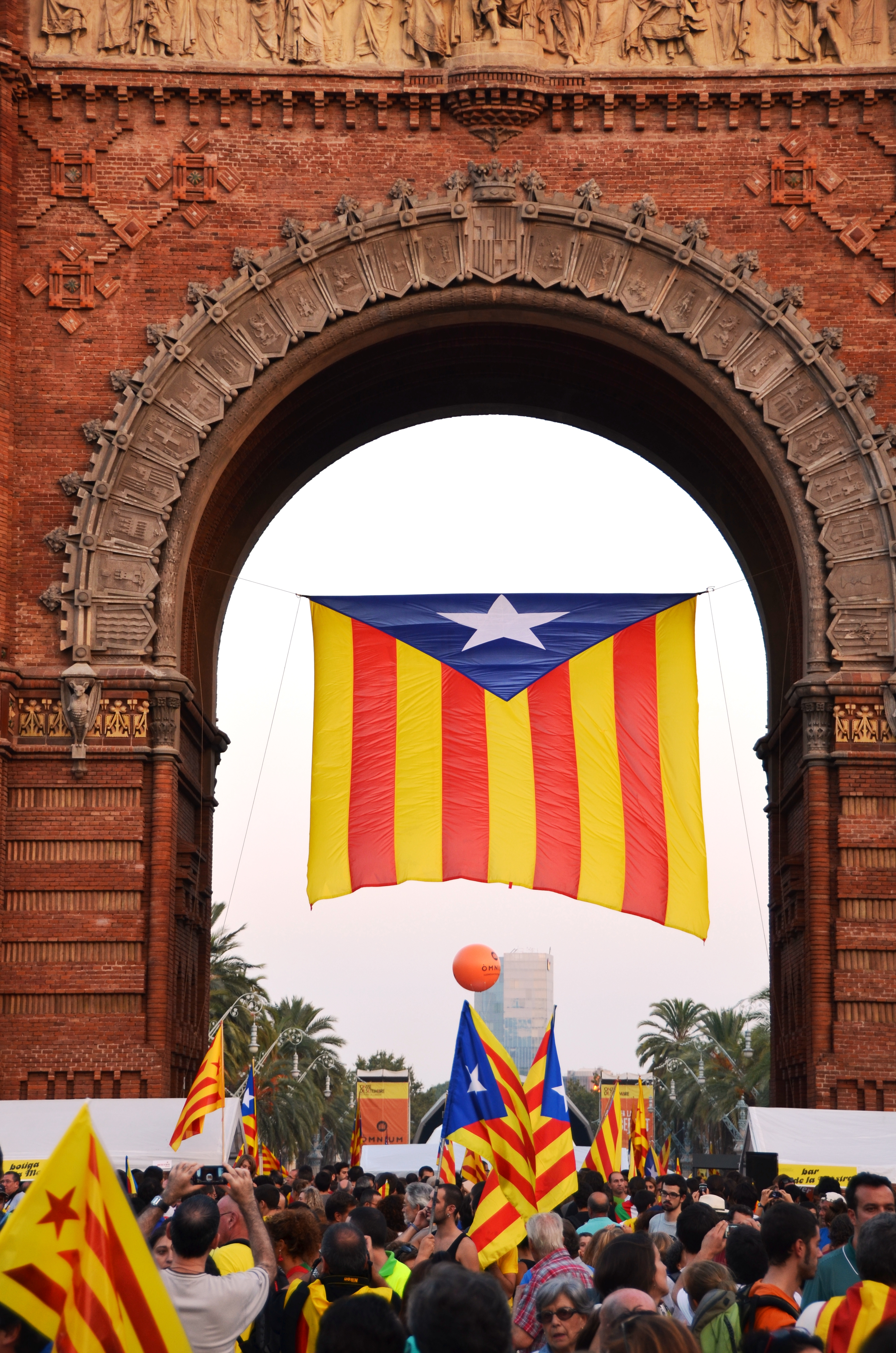
Die Estelada – die Fahne der Unabhängigkeits-Befürworter am Arc de Triomf in Barcelona am 11. September 2012

Am 11. September 2012, dem Nationalfeiertag Kataloniens, fand in Barcelona unter dem Motto „Catalunya nou Estat d’Europa“ (Katalonien, ein neuer Staat Europas) eine Demonstration der Unabhängigkeitsbewegung statt. Der Zustrom übertraf die Erwartungen erheblich. Die Teilnehmerzahl betrug (je nach Quelle) zwischen 600.000 und 2 Mio. (also zwischen 8 und 25 % der Gesamteinwohnerzahl der Region). Am nächsten Tag äußerte Ministerpräsident Artur Mas im Rahmen einer offiziellen Erklärung, dass jetzt die Zeit gekommen sei, Katalonien mit „staatlichen Strukturen“ zu versehen.
In der Generaldebatte über die Politik seiner Regierung kündigte Mas am 25. September 2012 im Regionalparlament an, Neuwahlen für den 25. November 2012 anzuberaumen. Er begründete dies mit der außergewöhnlichen Lage, die mit der Massendemonstration vom 11. September und der Weigerung des spanischen Ministerpräsidenten Mariano Rajoy (PP), in Verhandlungen über den pacto fiscal einzutreten, entstanden sei. In dieser Debatte nahm das Regionalparlament mit 84 Stimmen (CiU, ICV, EUiA, ERC und zwei katalanisch-nationalistischen Gruppierungen sowie ein Abgeordneter der PSC) bei 21 Gegenstimmen (PP und Ciutadans) bei 25 Enthaltungen (die restlichen Abgeordneten der PSC) eine Resolution an, in der es heißt:

«El Parlament de Catalunya constata la necessitat que el poble de Catalunya pugui determinar lliurement i democràticament el seu futur col·lectiu i insta el govern a fer una consulta prioritàriament dins la pròxima legislatura.»

„Das Parlament von Katalonien konstatiert die Notwendigkeit, dass das Volk von Katalonien frei und demokratisch über seine kollektive Zukunft entscheidet und fordert die Regierung auf, hierüber eine Volksbefragung durchzuführen, vorzugsweise in der nächsten Legislaturperiode.“

## Wahlkampf
Entsprechend der Vorgeschichte war der Wahlkampf stark durch das Thema der zukünftigen Beziehung Kataloniens zu Spanien geprägt: Die ERC trat offen für eine Unabhängigkeit von Spanien ein, während die CiU in ihrem Wahlprogramm zwar die Verwendung des Begriffs „Unabhängigkeit“ vermied, aber von einem „eigenen Staat“ im Rahmen der Europäischen Union sprach. Die PSC befürwortete hingegen den Verbleib bei Spanien und dessen Umgestaltung in einen Bundesstaat, während die PP die geltenden Autonomieregelungen beibehalten wollte.

## Wahlsystem
Das Regionalparlament von Katalonien hat 135 Abgeordnete. Diese werden in vier Wahlkreisen (den Provinzen) gewählt: 85 im Wahlkreis Barcelona, 17 im Wahlkreis Girona, 15 im Wahlkreis Lleida und 18 im Wahlkreis Tarragona. Die Zuteilung der Mandate erfolgt im D’Hondt-Verfahren auf Ebene der Wahlkreise, wobei nur Parteien berücksichtigt werden, die im jeweiligen Wahlkreis mindestens drei Prozent der Stimmen erreicht haben. Wahlberechtigt waren 5.413.510 Personen, davon 155.923 Bürger Kataloniens, die im Ausland wohnen.

## Wahlergebnisse

Sitzverteilung nach der Wahl 2012 – Anordnung der Parteien nach dem klassischen Links-Rechts-Schema

Die Wahl wies eine außerordentlich hohe Wahlbeteiligung von 69,6 % (gegenüber 58,8 % bei der Wahl 2010) auf.

Sitzverteilung nach der Wahl 2012 – Anordnung der Parteien nach ihrer Haltung zur Frage Unabhängigkeit/Volksbefragung: CUP/ERC: Unabhängigkeit nach Referendum; CiU: "eigener Staat in Europa" nach Volksabstimmung; ICV-EUiA: Bejahung des Selbstbestimmungsrecht und der Volksbefragung; PSC: Bundesstaat; PP/C’s: Gegner von Unabhängigkeit und Volksbefragung

Wahlergebnisse nach Gemeinden und Comarcas:
Linke Karte:
Mehrheiten nach Gemeinden
Rechte Karte:
Relative Mehrheiten nach Comarca und Sitzverteilung in jeder der 4 Provinzen.
CiU behauptet
CiU hinzugewonnen
ERC behauptet
ERC hinzugewonnen
PSC behauptet
PSC hinzugewonnen
PP hinzugewonnen
ICV-EUiA hinzugewonnen
CUP hinzugewonnen
CiU
ERC
PSC
PSC (less >5 %)
PP
ICV
C's
CUP

Die CiU wurde zwar erneut stärkste Kraft, blieb aber weit hinter ihren eigenen Erwartungen zurück und verbuchte sogar das schlechteste Ergebnis bei Regionalwahlen seit 1984. Weiterer Wahlverlierer war die PSC mit ihrem schlechtesten Wahlergebnis seit 1980.
Als Gewinner gingen vor allem die ERC (Verdoppelung der Anzahl der Sitze gegenüber 2010) und Ciutadans (Verdreifachung der Zahl der Sitze) hervor. Stimmengewinne konnten außerdem auch die PP und ICV-EUiA verbuchen.
Während die Solidaritat Catalana per la Independència (SI), die 2010 mit Joan Laporta als Galionsfigur angetreten war, aus dem Parlament ausschied, konnte die CUP, die bislang lediglich auf kommunaler Ebene vertreten war und erstmals auch bei Regionalwahlen antrat, auf Anhieb mit drei Abgeordneten in das Parlament einziehen.
Der Mandatsstand der katalanistischen Parteien (CiU, ERC, SI bzw. CUP) ging gegenüber 2010 um zwei Sitze (von 76 auf 74) zurück.
Auf diejenigen Parteien, die im September 2012 die Resolution zur Abhaltung einer Volksbefragung über die Zukunft Kataloniens im Parlament befürwortet hatten, entfielen 87 Sitze (CiU, ERC und ICV-EUiA, einschließlich der neu in das Parlament eingezogenen CUP, die eine Volksbefragung ebenfalls befürwortet und für eine Unabhängigkeit Kataloniens eintritt). Die Parteien, die im September 2012 die Resolution abgelehnt hatten (PP und Ciutadans), sind künftig mit 28 Abgeordneten vertreten.
Die Befürworter einer Volksbefragung stellen damit weiterhin eine große Mehrheit der Abgeordneten, konnten jedoch lediglich einen Sitz im Vergleich zu 2010 (CiU, ERC, ICV-EUiA und SI) hinzugewinnen. Die Gegner gewannen sieben Sitze hinzu und die PSC, die sich im September 2012 ganz überwiegend enthalten hatte, verlor acht Sitze.
Das amtliche Endergebnis im Einzelnen:
|  | Parteien                                                                 | Stimmen   | Stimmen in % (Änderung) 6 | Stimmen in % (Änderung) 6 | Sitze (Änderung) | Sitze (Änderung) |
|  | ------------------------------------------------------------------------ | --------- | ------------------------- | ------------------------- | ---------------- | ---------------- |
|  | Convergència i Unió (CiU)                                                | 1.116.259 | 30,70 %                   | −7,73 %                   | 50 7             | −12              |
|  | Partit dels Socialistes de Catalunya (PSC-PSOE) 1                        | 524.707   | 14,43 %                   | −3,95 %                   | 20               | −8               |
|  | Esquerra Republicana de Catalunya-Catalunya Sí (ERC-CAT SÍ) 3            | 498.124   | 13,70 %                   | +6,70 %                   | 21               | +11              |
|  | Partit Popular (PP)                                                      | 471.681   | 12,97 %                   | +0,60 %                   | 19               | +1               |
|  | Iniciativa per Catalunya Verds–Esquerra Unida i Alternativa (ICV-EUiA) 2 | 359.705   | 9,89 %                    | +2,52 %                   | 13               | +3               |
|  | Ciutadans (C’s)                                                          | 275.007   | 7,56 %                    | +4,17 %                   | 9                | +6               |
|  | Candidatura d'Unitat Popular-Alternativa d'Esquerres (CUP-AE) 5          | 126.435   | 3,47 %                    | +3,47 %                   | 3                | +3               |
|  | Solidaritat Catalana per la Independència (SI) 4                         | 46.838    | 1,28 %                    | −2,01 %                   | 0                | −4               |
|  | Unión Progreso y Democracia (UPyD)                                       | 14.614    | 0,40 %                    | +0,23 %                   | 0                | =                |
|  | Andere                                                                   | 148.902   | 4,14 %                    |                           | 0                | =                |
|  | Enthaltungen                                                             | 52.898    | 1,46 % 6                  |                           |                  |                  |
|  | Insgesamt                                                                |           | 100,0 %                   |                           | 135              |                  |